# Kronoholme
En kronoholme är en ö ägd av svenska staten. Kronoholmarna finns längs hela den svenska kusten, men de flesta ligger i Bohuslän och Norrbotten. Kronoholmarna är c:a 1700 stycken till antalet. 
Ursprunget till kronoholmarna är kronans fiskeplatser, som etablerades senast på 1500-talet för att ge kronan tillgång på fisk. Några av dessa fiskeplatser är fortfarande i statens ägo. Ytterligare öar tillföll staten under 1800-talet, eftersom de i samband med 1800-talets sjömätningar, inte befanns ha någon ägare. Det beslutades då att dessa skulle tillfalla staten. Under 1800-talet byggdes fyrar på ett antal kronoholmar, med exempel som Brämön, Nidingen och Rödkallen.
Senare har frilufts- och naturskyddsaspekter tillkommit. Ofta ligger kronoholmarna vackert till, och saknar fritidsbebyggelse, vilket gör dem attraktiva för exempelvis kajakpaddlare, fågelskådare och seglare. Det statliga ägandet gör även att de lättare kan fungera som fågelskyddsområden och naturreservat.
De flesta kronoholmar förvaltas genom Statens fastighetsverk.